# Phú Thiện (xã)
Phú Thiện là một xã thuộc tỉnh Gia Lai, Việt Nam.
Theo Nghị quyết số 1664/NQ-UBTVQH15, sáp nhập tỉnh Bình Định vào tỉnh Gia Lai. Giải thể huyện Phú Thiện và thành lập xã Phú Thiện trên cơ sở sáp nhập thị trấn Phú Thiện và các xã của huyện: Ia Sol, Ia Piar và Ia Yeng .